# Soluço
O soluço, salouco ou singulto (em latim: Singultus) é um fenômeno reflexo que se manifesta por contração espasmódica e involuntária do diafragma, prosseguida de movimento de distensão e de relaxamento, através do qual o pouco ar que a contração forçara a entrar no estômago é expulso com um ruído característico. Costuma ocorrer geralmente após a ingestão de líquido ou sólido. Geralmente é benigno e auto-limitado, mas pode ser sintoma de uma doença crônica e necessitar de tratamento. Apesar de relatos anedóticos, o soluço em si não é fatal.
O soluço benigno do qual geralmente sofremos pode ser resolvido com uma curta interrupção do ciclo respiratório, ou seja, pelo ato de prender por alguns segundos a respiração. Fazendo isto, o diafragma será forçado a voltar a funcionar juntamente com a respiração e o soluço tende a passar, mesmo podendo persistir em alguns casos.
Uma das causas mais frequentes para a ocorrência de soluços prende-se com sintomas hipotérmicos por parte do paciente.

## Evolução
Soluços não são exclusivos dos seres humanos, mas partilhados com outros mamíferos. Há uma zona do tronco cerebral (bulbo) que, se estimulada, induz soluços em gatos. Esta zona do cérebro é responsável pelo controle involuntário da respiração. A localização destes nervos permanece constante desde o aparecimento dos peixes. Fósseis de ostracodermes, com 400 milhões de anos, mostram que os nervos que controlam a respiração partem do tronco cerebral. Embora em peixes o impulso elétrico destes nervos não precise percorrer grandes distâncias para controlar a respiração, em mamíferos a distância percorrida é bastante maior. Qualquer impedimento no caminho do nervo pode causar um espasmo.
Além da contração do diafragma, um soluço envolve vários músculos da parede corporal, pescoço e garganta. Uma rápida inspiração é seguida, 35 ms depois, pelo fecho da glote, o que produz o som do soluço. Girinos usam tanto guelras como pulmões para respirar e possuem um conjunto de nervos que produzem o mesmo padrão de contrações musculares quando respiram pela guelras. Nessa altura, a entrada de água nos pulmões é impedida pelo fecho da glote, logo após uma inspiração. Se for dado dióxido de carbono a girinos ou se a sua parede corporal for esticada, como quando uma pessoa respira para dentro de um saco, ou quando inspira fundo e sustém a respiração, respectivamente, os girinos passam a respirar pelos pulmões.

## Causas
Os soluços podem ser causados por muitas disfunções dos sistemas nervosos central e periférico. Soluços geralmente ocorrem após a ingestão de bebidas alcoólicas ou carbonadas (i.e.: gaseificadas). Soluços persistentes ou incessantes podem ser causados por qualquer condição que irrite ou afete os nervos relevantes. Há suspeitas de que a quimioterapia — que utiliza uma grande quantidade de drogas diferentes — cause soluços, apesar de certos estudos não encontrarem relação entre as duas coisas.
Possíveis causas para o soluço
- Bebidas carbonadas (e.g.: refrigerantes)
- Falta de água
- Comer muito rápido[3]
- Ficar com fome por certo período de tempo
- Tomar uma bebida gelada enquanto come uma refeição muito quente
- Comer pratos muito quentes ou picantes
- Rir muito
- Redução da temperatura corporal
- Tossir
- Bebidas alcoólicas em excesso
- Chorar compulsivamente (o "soluçar" do choro permite que o ar entre no estômago)
- Fumar, em certas situações onde possa ocorrer inalação anormal
- Falar durante muito tempo
- Falta de vitaminas
- Laringite
- Refluxo gástrico
- Sensação de alimento no esôfago
- Irritação do tímpano
- Quimioterapia
- Anestesia geral
- Cirurgia
- Tumor
- Infecções
- Diabetes
- Levantar-se muito rapidamente
- Vomitar
- Falta de ar
- Bocejar
- Dor intensa ou que persiste por muito tempo, podendo ser física ou mental
- Náusea
- Diarreia
- Comer algo estragado
- Ansiedade ou depressão